# طاهره رضازاده
طاهره رضازاده شیراز (زادهٔ ۱۳۳۹ در شیراز) نمایندهٔ حوزهٔ انتخابیهٔ شیراز در دورهٔ ششم مجلس شورای اسلامی بوده‌است.او اولین و تا به امروز تنها زنی است که از شیراز و استان فارس در مجلس شورای اسلامی به نمایندگی انتخاب شد. 